# (316028) Patrickwils
(316028) Patrickwils est un astéroïde de la ceinture principale.

## Description
(316028) Patrickwils est un astéroïde de la ceinture principale. Il fut découvert le 31 mars 2009 à Uccle par Peter De Cat. Il présente une orbite caractérisée par un demi-grand axe de 2,24 UA, une excentricité de 0,10 et une inclinaison de 6,8° par rapport à l'écliptique.

## Compléments